# 1972年ミュンヘンオリンピックのベルギー選手団
1972年ミュンヘンオリンピックのベルギー選手団（1972ねんミュンヘンオリンピックのベルギーせんしゅだん）は、1972年8月26日から9月11日にかけて西ドイツのミュンヘンで開催された1972年ミュンヘンオリンピックのベルギー選手団、およびその競技結果。

## 概要
今大会は銀メダル2個、合計2個のメダルを獲得した。

## メダル
| メダル | 選手名                 | 競技 | 種目         |
| ------ | ---------------------- | ---- | ------------ |
| 銀     | エミール・プッテマンス | 陸上 | 男子10000m   |
| 銀     | カレル・リスモン       | 陸上 | 男子マラソン |